# Anna-Eugénie von Arenberg
Anna-Eugénie von Arenberg (5. července 1925, Ellingen – 9. června 1997, San Ángel) byla německá šlechtična, princezna a vévodkyně z rodu Arenbergů, provdaná arcivévodkyně rakouská.

## Život
Narodila se 5. července 1925 v Ellingenu jako dcera prince a vévody Roberta Prospera von Arenberg a jeho manželky vévodkyně a kněžny Marie Gabriele von Wrede.
Dne 18. listopadu 1952 (civilní sňatek) se ve francouzském Beaulieu-sur-Mer provdala za arcivévodu Felixe Habsbursko-Lotrinského, syna císaře Karla I. a císařovny Zity Bourbonsko-Parmské. Druhý den proběhl církevní sňatek. Ze sňatku vzešlo sedm dětí:
- arcivévodkyně Maria del Pilar (nar. 18. října 1953)
- arcivévoda Karl Philipp (nar. 18. října 1954)
- arcivévodkyně Kinga Barbara (nar. 13. října 1955]
- arcivévoda Raimund Joseph (nar. 28. ledna 1958, úmrtí 24. dubna 2008)
- arcivévodkyně Myriam (nar. 21. listopadu 1959)
- arcivévoda István (nar. 22. září 1961)
- arcivévodkyně Viridis (nar. 22. září 1961) (dvojče Istvána)

Se svým manželem emigrovala do několika zemí a nakonec do Mexika, kde také 9. června 1997 v San Ángel zemřela. Je pohřbena pod Loretanskou kaplí v klášteře Muri ve Švýcarsku. V roce 2011 byl zde pohřben i její manžel.

## Tituly a oslovení
- 5. července 1925 – 18. listopadu 1952: Její Jasnost princezna a vévodkyně Anna-Eugénie von Arenberg
- 18. listopadu 1952 – 9. června 1997: Její císařská a královská Výsost Anna-Eugénie, arcivévodkyně rakouská, královská princezna uherská a česká, princezna a vévodkyně z Arenbergu